# Raismes
Raismes [ʁɛm] est une commune française située dans le département du Nord, en région Hauts-de-France.
La commune a été au XIXe siècle et au XXe siècle un grand centre de l'exploitation minière dans le Bassin minier du Nord-Pas-de-Calais : la Compagnie des mines de Vicoigne  a exploité ses fosses nos 1, 2, 3 et 4, et la Compagnie des mines d'Anzin ses fosses La Grange et Sabatier. Outre le chevalement du puits Sabatier no 2, il subsiste également un bon nombre de terrils et de cités minières.

## Géographie
Ville située au Nord de Valenciennes avec un accès par la sortie  7 de l'autoroute A23, Raismes possède, avec Saint-Amand-les-Eaux et Wallers, une grande forêt dominée au sud par le terril de Sabatier, haut de plus de 100 mètres.

### Communes limitrophes
|                        | Saint-Amand-les-Eaux         | Bruille-Saint-Amand |
| Hasnon Wallers         | Raismes                      | Escautpont          |
| Hérin Aubry-du-Hainaut | Petite-Forêt Anzin Beuvrages | Bruay-sur-l'Escaut  |

### Hydrographie

#### Réseau hydrographique
La commune est située dans le bassin Artois-Picardie. Elle est drainée par le Jard, le Balle Tilliere, le Malanoye, la Ferme Saint-Martin, le canal de décharge, le canal du jard, le Courant Saint-Martin, le fossé la Braie, le marais de Beuvrages, les Fossés de la Centaine d'Autos et divers autres petits cours d'eau,.

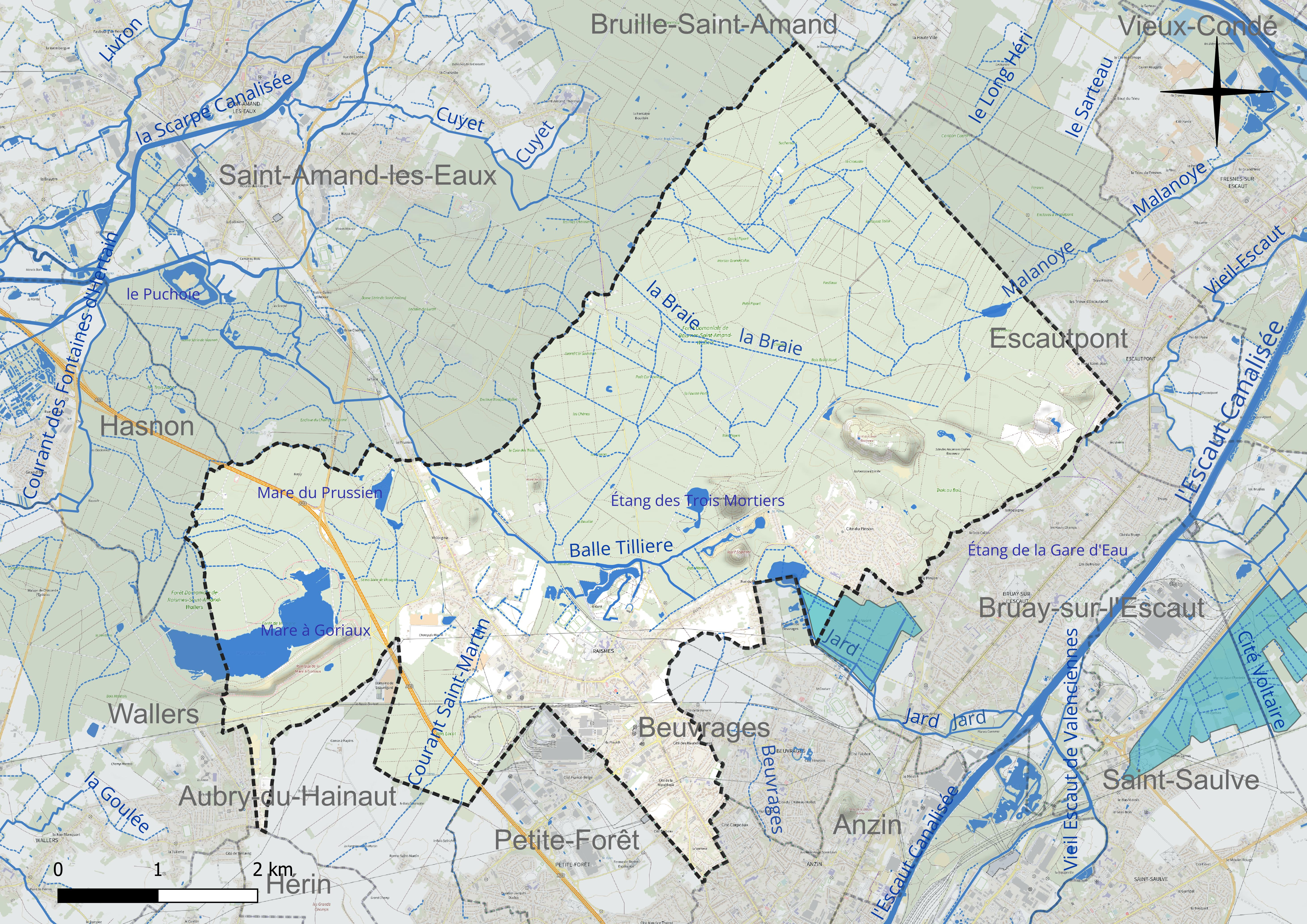
Réseau hydrographique de Raismes.

Trois plans d'eau complètent le réseau hydrographique : la mare à Goriaux, d'une superficie totale de 75,6 ha (55,4 ha sur la commune), la mare du Prussien (4,4 ha) et l'étang des Trois Mortiers (4,2 ha),.

#### Gestion et qualité des eaux
Le territoire communal est couvert par le schéma d'aménagement et de gestion des eaux (SAGE) « Scarpe aval ». Ce document de planification concerne un territoire de 624 km2 de superficie, délimité par le bassin versant de la Scarpe aval, comprenant la Pévèle, la plaine de la Scarpe et le bassin minier avec l'Ostrevent. Le périmètre a été arrêté le 18 mars 1997 et le SAGE proprement dit a été approuvé le 12 mars 2009, puis révisé le 5 juillet 2021. La structure porteuse de l'élaboration et de la mise en œuvre est le parc naturel régional Scarpe-Escaut. 
La qualité des cours d'eau peut être consultée sur un site dédié géré par les agences de l'eau et l'Agence française pour la biodiversité. 

### Climat
Pour des articles plus généraux, voir Climat des Hauts-de-France et Climat du Nord.
En 2010, le climat de la commune est de type climat océanique dégradé des plaines du Centre et du Nord, selon une étude du CNRS s'appuyant sur une série de données couvrant la période 1971-2000. En 2020, Météo-France publie une typologie des climats de la France métropolitaine dans laquelle la commune est dans une zone de transition entre le climat océanique et le climat océanique altéré et est dans la région climatique  Nord-est du bassin Parisien, caractérisée par un ensoleillement médiocre, une pluviométrie moyenne régulièrement répartie au cours de l'année et un hiver froid (3 °C). 
Pour la période 1971-2000, la température annuelle moyenne est de 10,5 °C, avec une amplitude thermique annuelle de 14,7 °C. Le cumul annuel moyen de précipitations est de 731 mm, avec 12,3 jours de précipitations en janvier et 9,5 jours en juillet. Pour la période 1991-2020, la température moyenne annuelle observée sur la station météorologique la plus proche, située sur la commune de Valenciennes à 4 km à vol d'oiseau, est de 11,0 °C et le cumul annuel moyen de précipitations est de 694,1 mm,. Pour l'avenir, les paramètres climatiques de la commune estimés pour 2050 selon différents scénarios d'émission de gaz à effet de serre sont consultables sur un site dédié publié par Météo-France en novembre 2022.
| Mois                                  | jan.           | fév.           | mars           | avril         | mai           | juin         | jui.          | août          | sep.          | oct.          | nov.             | déc.           | année      |
| ------------------------------------- | -------------- | -------------- | -------------- | ------------- | ------------- | ------------ | ------------- | ------------- | ------------- | ------------- | ---------------- | -------------- | ---------- |
| Température minimale moyenne (°C)     | 1,3            | 1,4            | 3,3            | 5             | 8,4           | 11,4         | 13,5          | 13,2          | 10,7          | 8             | 4,4              | 2              | 6,9        |
| Température moyenne (°C)              | 3,9            | 4,5            | 7,4            | 10,1          | 13,6          | 16,6         | 18,7          | 18,6          | 15,5          | 11,7          | 7,3              | 4,5            | 11         |
| Température maximale moyenne (°C)     | 6,4            | 7,6            | 11,4           | 15,1          | 18,8          | 21,9         | 24            | 24            | 20,4          | 15,5          | 10,2             | 6,9            | 15,2       |
| Record de froid (°C) date du record   | −14,9 07.01.09 | −13,3 04.02.12 | −11,9 13.03.13 | −4,9 11.04.03 | −1,1 06.05.19 | 1,1 02.06.06 | 5 31.07.15    | 5,6 20.08.14  | −0,4 30.09.18 | −6,2 24.10.03 | −10,1 23.11.1998 | −11,6 18.12.10 | −14,9 2009 |
| Record de chaleur (°C) date du record | 15,3 09.01.15  | 19,2 26.02.19  | 23,9 31.03.21  | 28 20.04.18   | 31,2 29.05.17 | 35 28.06.11  | 40,9 25.07.19 | 37,2 12.08.03 | 34,8 15.09.20 | 28,6 01.10.11 | 21,8 12.11.1995  | 16,2 31.12.22  | 40,9 2019  |
| Précipitations (mm)                   | 54,3           | 47,3           | 50,8           | 41,8          | 57,9          | 63,1         | 66,4          | 67,6          | 52,1          | 60,1          | 63,9             | 68,8           | 694,1      |

## Urbanisme

### Typologie
Au 1er janvier 2024, Raismes est catégorisée grand centre urbain, selon la nouvelle grille communale de densité à sept niveaux définie par l'Insee en 2022.
Elle appartient à l'unité urbaine de Valenciennes (partie française), une agglomération internationale regroupant 56  communes, dont elle est une commune de la banlieue,,. Par ailleurs la commune fait partie de l'aire d'attraction de Valenciennes (partie française), dont elle est une commune du pôle principal,. Cette aire, qui regroupe 102 communes, est catégorisée dans les aires de 200 000 à moins de 700 000 habitants,.

### Occupation des sols
L'occupation des sols de la commune, telle qu'elle ressort de la base de données européenne d'occupation biophysique des sols Corine Land Cover (CLC), est marquée par l'importance des forêts et milieux semi-naturels (73,9 % en 2018), en augmentation par rapport à 1990 (67,4 %). La répartition détaillée en 2018 est la suivante :
forêts (70,8 %), zones urbanisées (13,5 %), milieux à végétation arbustive et/ou herbacée (3 %), eaux continentales (2,6 %), zones agricoles hétérogènes (2,5 %), mines, décharges et chantiers (2,1 %), espaces verts artificialisés, non agricoles (1,8 %), prairies (1,7 %), terres arables (1,1 %), zones industrielles ou commerciales et réseaux de communication (0,8 %). L'évolution de l'occupation des sols de la commune et de ses infrastructures peut être observée sur les différentes représentations cartographiques du territoire : la carte de Cassini (XVIIIe siècle), la carte d'état-major (1820-1866) et les cartes ou photos aériennes de l'IGN pour la période actuelle (1950 à aujourd'hui).

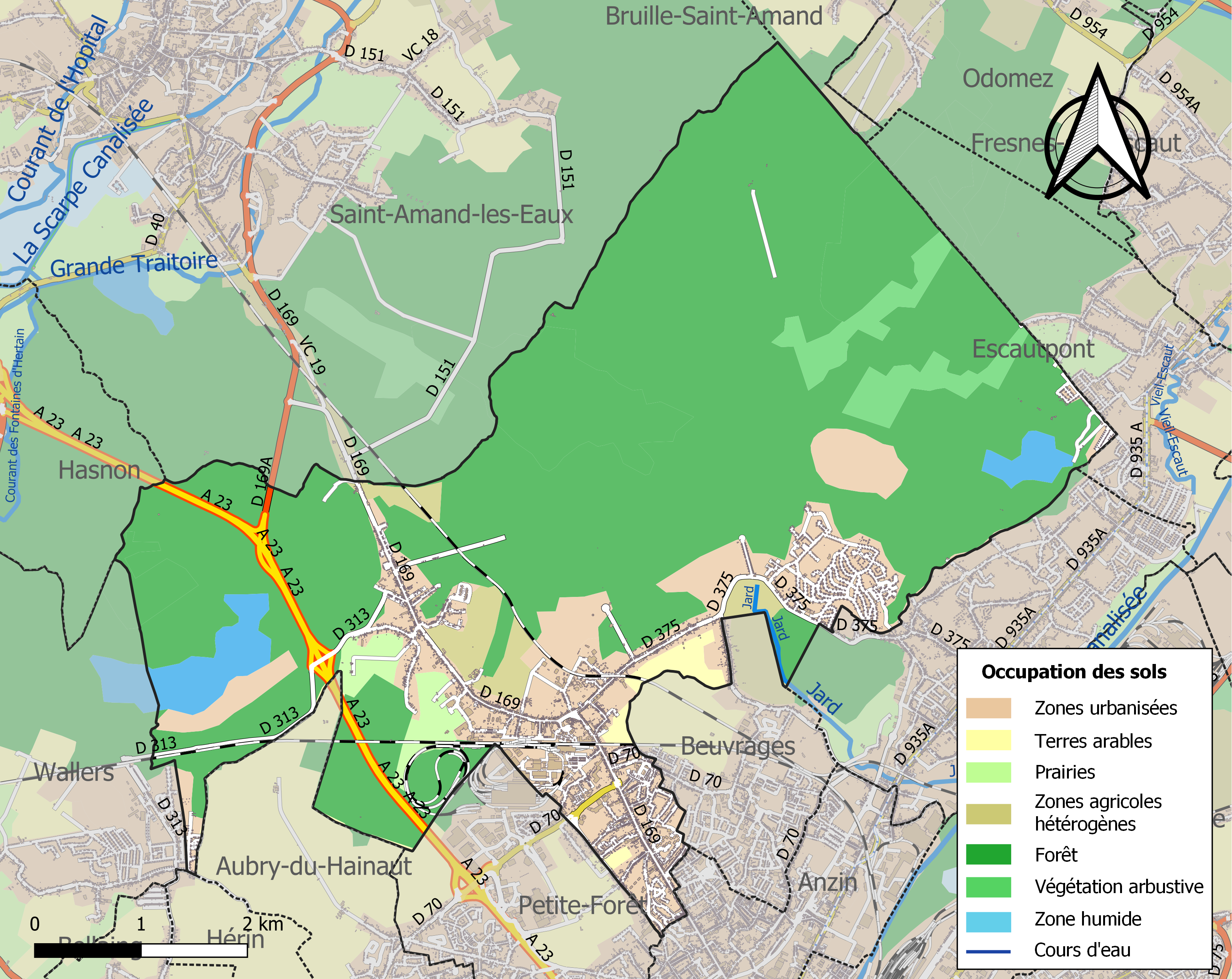
Carte des infrastructures et de l'occupation des sols de la commune en 2018 (CLC).

### Voies de communications et transports
La gare de Raismes est desservie par des trains assurant des relations entre Valenciennes et Douai. Elle est également desservie par les lignes 2, 12, 13 et S2 du réseau Transvilles.

## Toponymie
Ramœ, titre de Godescale, évêque d'Arras ; 1156. Raymes, cartulaire du Hainaut ; 1309. Raimoœ. Rmoœ.

## Histoire
- Rendez-vous de chasse des rois mérovingiens[23]
- La terre de Raismes fut possédée par :
  - les comtes de Hainaut,
  - l'empereur germanique Henri VII du Saint-Empire et de Luxembourg, dont la mère était Béatrice de Flandre-Hainaut-Beaumont, petite-fille de la comtesse Marguerite II et de Bouchard d'Avesnes
  - le roi René d'Anjou, arrière-petit-fils de la reine Bonne de Luxembourg petite-fille d'Henri VII,
  - Nicolas Rolin (chancelier de Philippe le Bon, duc de Bourgogne et cousin issu de germain du roi René), par acquisition,

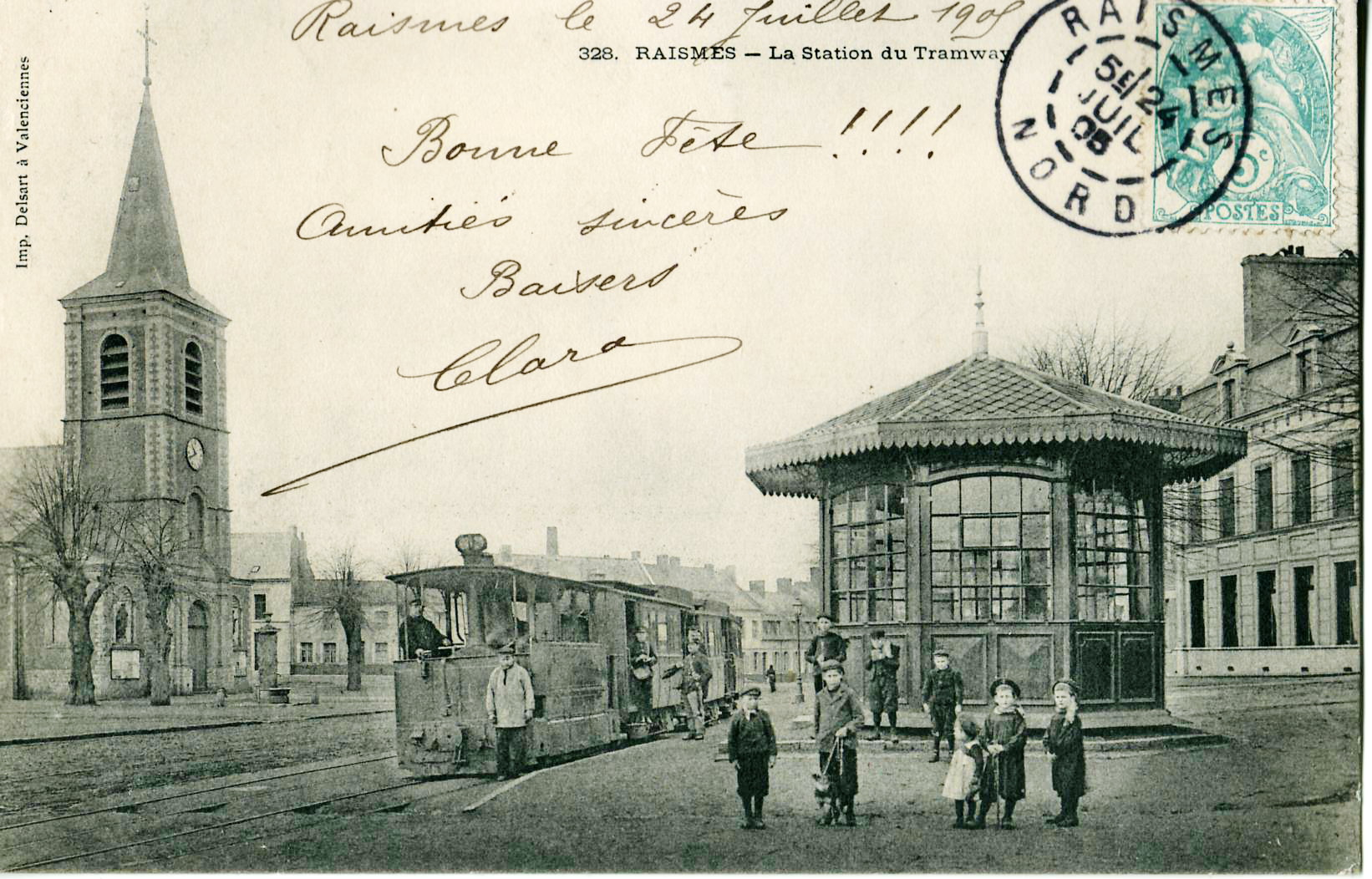
Rame de l'ancien tramway de Valenciennes, qui desservit la ville de 1881 à 1964, à l'époque de la traction vapeur

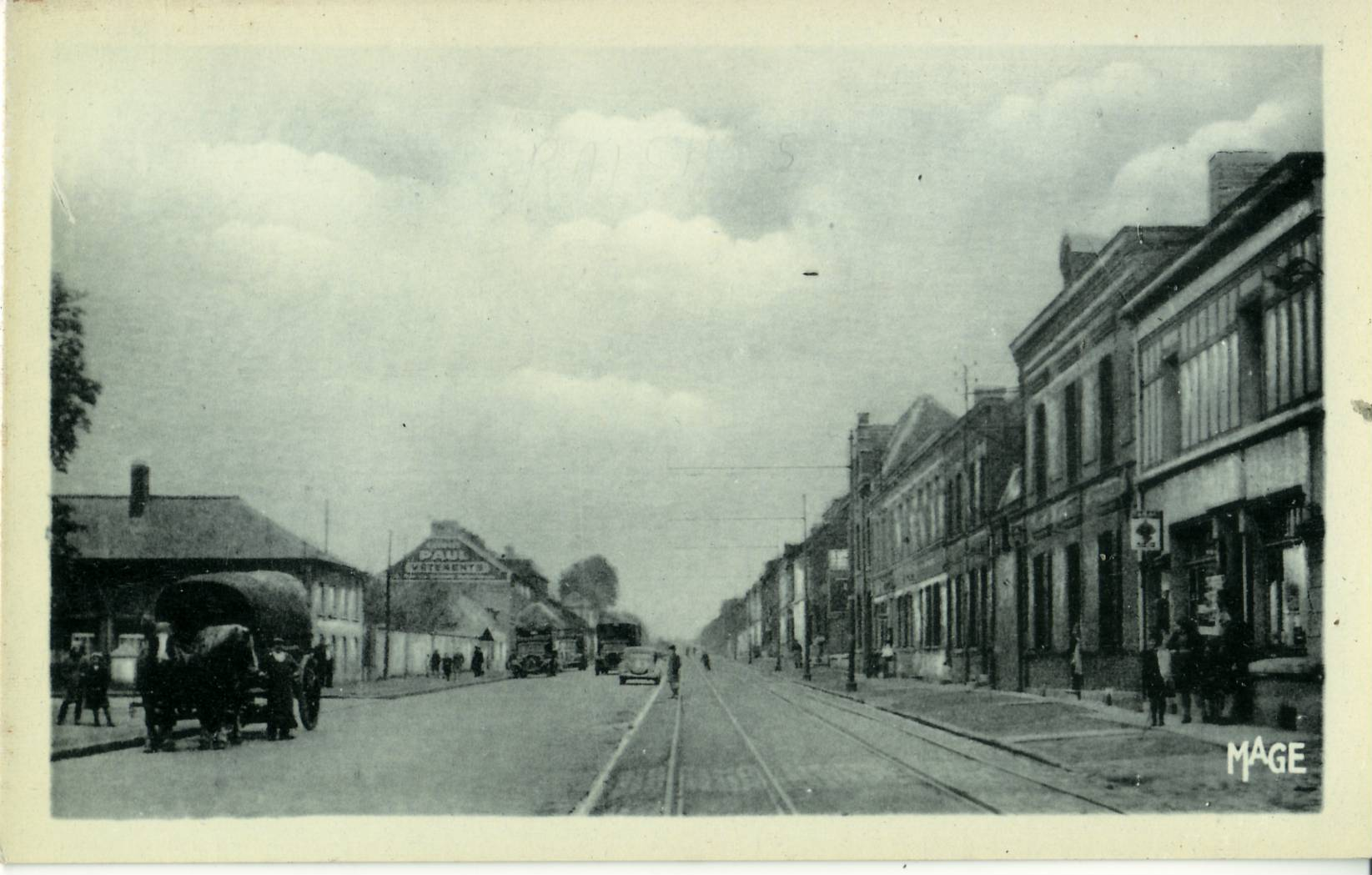
La rue Henri-Durre pendant l'Entre-deux-guerres, avec, à droite, la plate-forme de l'ancien tramway de Valenciennes.

  - la famille Cernay, etc.

### Exploitation charbonnière

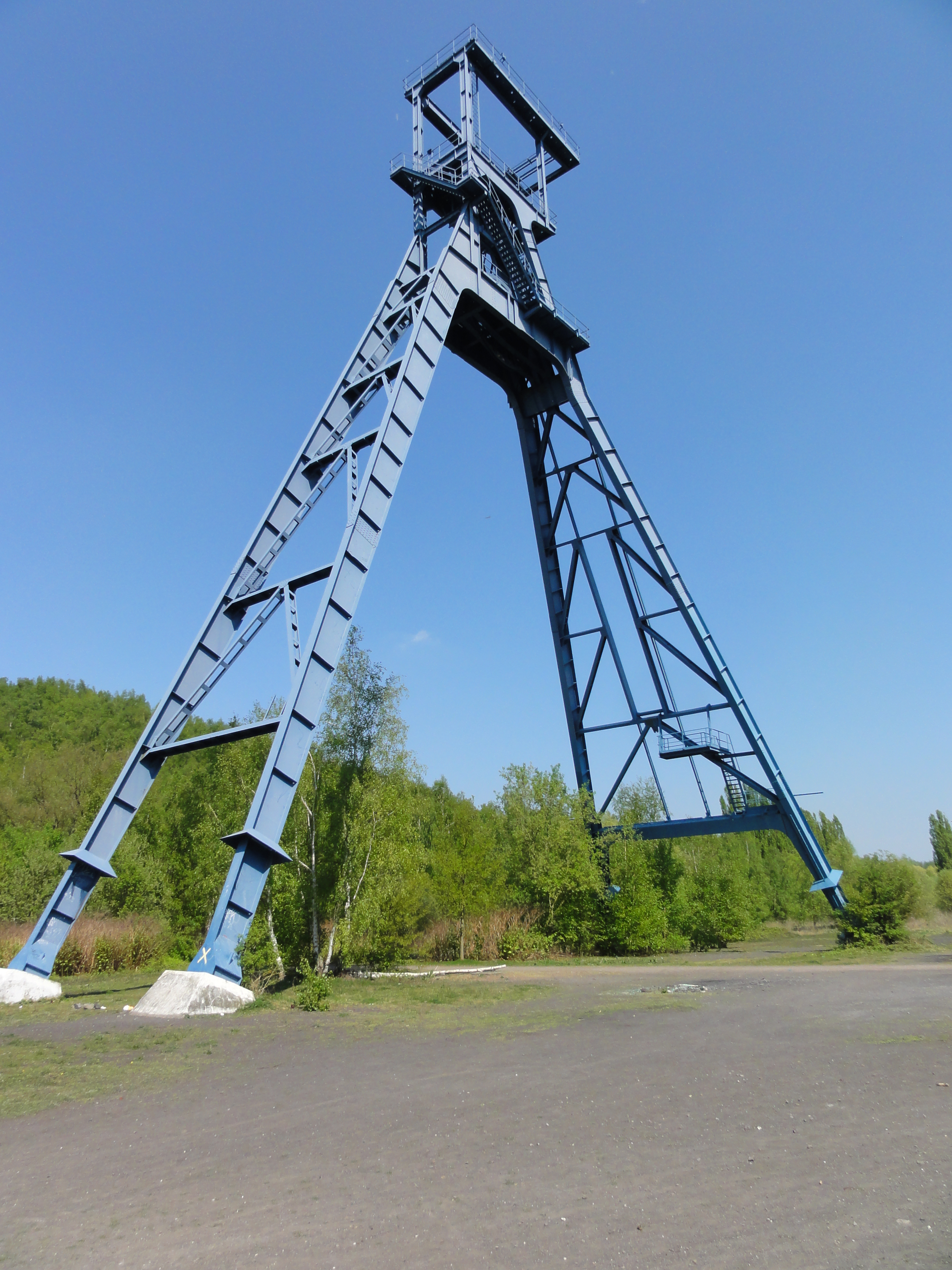
Le chevalement du puits Sabatier no 2, en 2011.

L'exploitation minière a duré environ 140 ans, à travers six fosses dont quatre exploitées par la Compagnie des mines de Vicoigne et deux par la Compagnie des mines d'Anzin. Il subsiste un assez grand nombre de terrils de dimensions variables, de cités, ainsi que deux églises des mines.
En 1886, les mineurs font grève pour obtenir une augmentation de salaire, qui est accordée. Mais le patron refuse de signer un texte, préférant ne donner que sa parole, car il est plus facile de revenir sur une promesse orale, et la signature est aussi une capitulation humiliante. Malgré une prolongation de la grève de quinze jours pour obtenir la sécurité d'un accord écrit et signé, les mineurs n'obtiennent pas satisfaction sur ce point.

### Première guerre mondiale
Le 25 août 1914, l'armée impériale allemande exécute 15 civils à Vicoigne lors des atrocités allemandes commises au début de l'invasion.
La première guerre mondiale provoque des destructions à Raismes. Le 27 juillet 1922, un industriel qui avait acheté avant la guerre des usines pour 250 000 Francs perçoit douze millions de dommages de guerre.

### Communauté polonaise
À partir de 1923, des immigrants polonais s'installent à Raismes, principalement pour trouver du travail à la mine. Ils construisent l'église Sainte-Cécile de la cité Pinson. Presque cent ans plus tard, les descendants de ces immigrants vivent toujours dans la ville. Pour leur rendre hommage, tous les ans est organisé un « marché polonais » à Raismes.

### Seconde guerre mondiale
Le 14 décembre 1943, est arrêté à Raismes Gilbert Bostsarron, membre de la résistance, mouvement Libération-Nord. Il sera fusillé au fort de Bondues.

## Politique et administration

### Liste des maires
Maire en 1802-1803 : Remy.
Maire en 1807 : Baudrin.
Maire en 1931 : Léopold Dusart, propriétaire, cafetier, conseiller d'arrondissement.

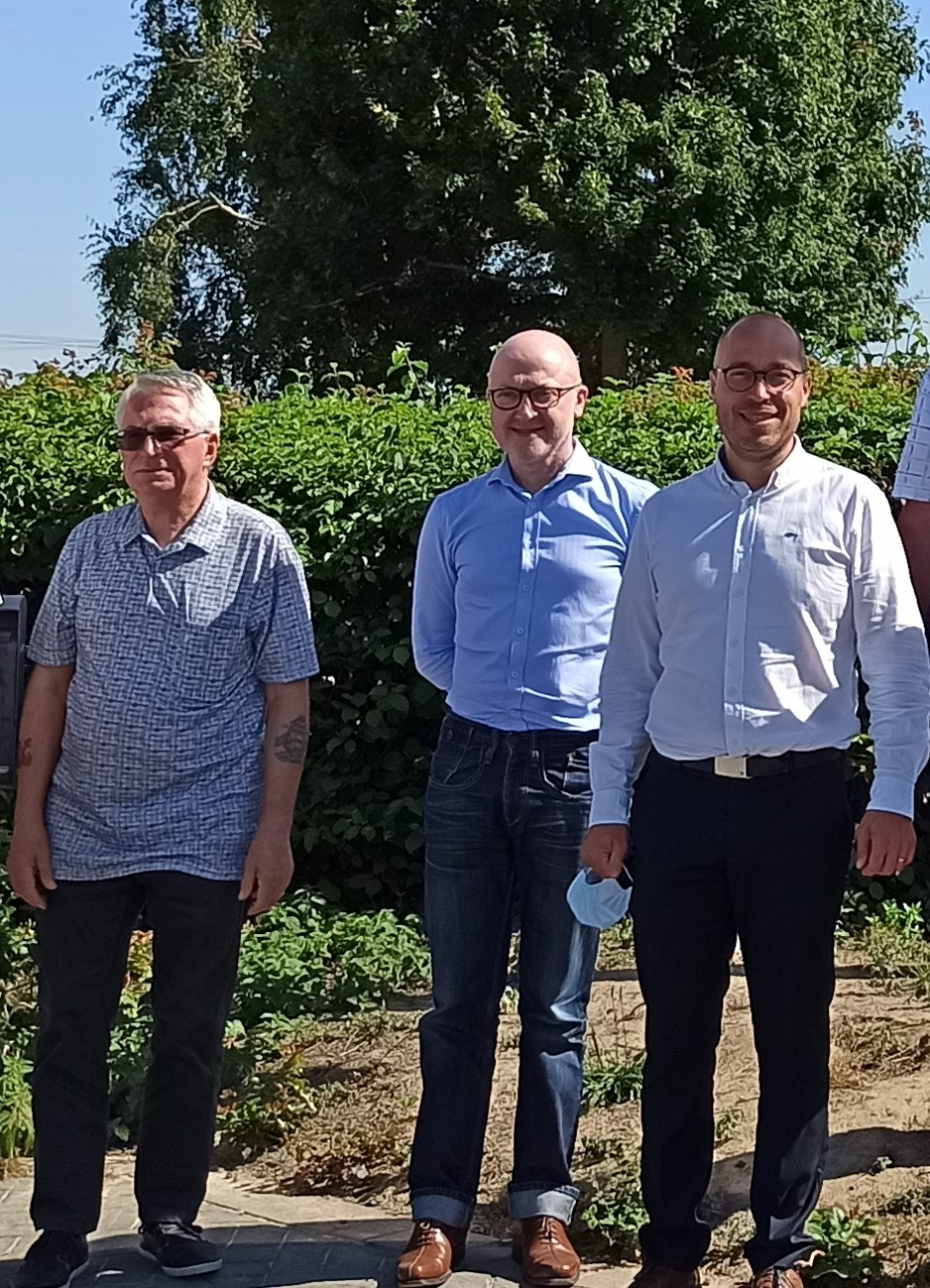
Émerchicourt : Marcel Quévy, maire de Mortagne-du-Nord, Régis Roussel, maire d'Émerchicourt, et Aymeric Robin, maire de Raismes et président de la CAPH en visite le 29 juillet 2020.

| Période                                  | Période       | Identité                | Étiquette          | Qualité |
| ---------------------------------------- | ------------- | ----------------------- | ------------------ | --- |
| Les données manquantes sont à compléter. |               |                         |                    | |
| maire en 1835                            | ?             | M. Baudrin              |                    | Propriétaire Conseiller d'arrondissement |
| 1884                                     | 1919          | Ferdinand Lepez         | Radical-socialiste | Député de la 2e circonscription de Valenciennes (1893-1906) |
| Les données manquantes sont à compléter. |               |                         |                    | |
| 1945                                     | 1947          | Jules Moriamez          | PCF                | Ouvrier métallurgiste |
| 1947                                     | 1949          | ?                       |                    | |
| 1949                                     | 1954          | Jules Moriamez          | PCF                | Ouvrier métallurgiste Décédé en fonction |
| 1954                                     | 1964          | Clément Beauchamp       | PCF                | Ouvrier fondeur |
| 1964                                     | décembre 1985 | Élise Lefebvre-Musmeaux | PCF                | Secrétaire puis commis-greffier Conseillère générale de Saint-Amand-les-Eaux-Rive droite (1967 → 1985) Démissionnaire                                                                              |
| décembre 1985                            | juin 2013     | René Cher               | PCF                | Directeur d'école Conseiller général de Saint-Amand-les-Eaux-Rive droite (1985 → 2011) Député suppléant d'Alain Bocquet (1988 → 2012) Démissionnaire                                               |
| juin 2013                                | En cours      | Aymeric Robin           | PCF                | Fonctionnaire Conseiller général de Saint-Amand-les-Eaux-Rive droite (2011 → 2015) Président de la CA de la Porte du Hainaut (2020 → ) Élu pour le mandat 2014-2020 Réélu pour le mandat 2020-2026 |

### Instances judiciaires et administratives
La commune relève du tribunal d'instance de Valenciennes, du tribunal de grande instance de Valenciennes, de la cour d'appel de Douai, du tribunal pour enfants de Valenciennes, du conseil de prud'hommes de Valenciennes, du tribunal de commerce de Valenciennes, du tribunal administratif de Lille et de la cour administrative d'appel de Douai.

## Population et société

### Démographie

#### Évolution démographique
L'évolution du nombre d'habitants est connue à travers les recensements de la population effectués dans la commune depuis 1800. Pour les communes de plus de 10 000 habitants les recensements ont lieu chaque année à la suite d'une enquête par sondage auprès d'un échantillon d'adresses représentant 8 % de leurs logements, contrairement aux autres communes qui ont un recensement réel tous les cinq ans,.

En 2022, la commune comptait 12 140 habitants, en évolution de −3,97 % par rapport à 2016 (Nord : +0,51 %, France hors Mayotte : +2,11 %).
| 1800  | 1806  | 1821  | 1831  | 1836  | 1841  | 1846  | 1851  | 1856  |
| ----- | ----- | ----- | ----- | ----- | ----- | ----- | ----- | ----- |
| 1 959 | 1 677 | 1 855 | 2 375 | 2 508 | 3 010 | 3 618 | 3 678 | 4 107 |

| 1861  | 1866  | 1872  | 1876  | 1881  | 1886  | 1891  | 1896  | 1901  |
| ----- | ----- | ----- | ----- | ----- | ----- | ----- | ----- | ----- |
| 4 305 | 4 450 | 4 519 | 4 702 | 4 896 | 5 559 | 6 436 | 6 634 | 7 871 |

| 1906  | 1911  | 1921  | 1926   | 1931   | 1936   | 1946   | 1954   | 1962   |
| ----- | ----- | ----- | ------ | ------ | ------ | ------ | ------ | ------ |
| 7 552 | 8 734 | 8 410 | 12 165 | 12 866 | 12 133 | 12 203 | 14 577 | 18 737 |

| 1968   | 1975   | 1982   | 1990   | 1999   | 2006   | 2011   | 2016   | 2021   |
| ------ | ------ | ------ | ------ | ------ | ------ | ------ | ------ | ------ |
| 18 357 | 16 573 | 15 606 | 14 099 | 13 699 | 13 484 | 12 687 | 12 642 | 12 055 |

| 2022   | - | - | - | - | - | - | - | - |
| ------ | - | - | - | - | - | - | - | - |
| 12 140 | - | - | - | - | - | - | - | - |

#### Pyramide des âges
La population de la commune est relativement jeune.
En 2018, le taux de personnes d'un âge inférieur à 30 ans s'élève à 40,1 %, soit au-dessus de la moyenne départementale (39,5 %). À l'inverse, le taux de personnes d'âge supérieur à 60 ans est de 22,3 % la même année, alors qu'il est de 22,5 % au niveau départemental.
En 2018, la commune comptait 6 059 hommes pour 6 409 femmes, soit un taux de 51,4 % de femmes, légèrement inférieur au taux départemental (51,77 %).
Les pyramides des âges de la commune et du département s'établissent comme suit.
| Hommes | Classe d’âge | Femmes |
| ------ | ------------ | ------ |
| 0,2    | 90 ou +      | 1,1    |
| 5,1    | 75-89 ans    | 9,7    |
| 13,5   | 60-74 ans    | 15,0   |
| 20,2   | 45-59 ans    | 18,9   |
| 18,2   | 30-44 ans    | 17,8   |
| 20,1   | 15-29 ans    | 18,0   |
| 22,7   | 0-14 ans     | 19,5   |

| Hommes | Classe d’âge | Femmes |
| ------ | ------------ | ------ |
| 0,5    | 90 ou +      | 1,4    |
| 5,3    | 75-89 ans    | 8,1    |
| 14,8   | 60-74 ans    | 16,2   |
| 19,1   | 45-59 ans    | 18,4   |
| 19,5   | 30-44 ans    | 18,7   |
| 20,7   | 15-29 ans    | 19,1   |
| 20,2   | 0-14 ans     | 18     |

### Sports
- L'AS Raismes Vicoigne évolue en Division d'Honneur Régionale de la Ligue du Nord-Pas-de-Calais de football. C'est un partenaire du Valenciennes Football Club, géographiquement proche et club professionnel.
- L'Entente Cyclisme Raismes Petite Forêt Porte du Hainaut évolue en 2013 en Coupe de France des Clubs DN2. Elle y évoluera toujours en 2014.

## Culture locale et patrimoine

### Lieux et monuments

#### Lieux
- La Mare à Goriaux grand étang avec un terril du haut duquel on peut voir un superbe panorama de la forêt.
- Raismesfest : festival de musique
- Sabatier, le plus haut terril du département, proche de la forêt où on peut faire de belles randonnées.
- La gare de Raismes
- La base de loisir, joli coin de nature aux portes de la forêt : étang, aires de jeu, circuit pour voitures télé-commandées, départ de grandes promenades dans la forêt domaniale.

#### Monuments
- Église Saint-Nicolas

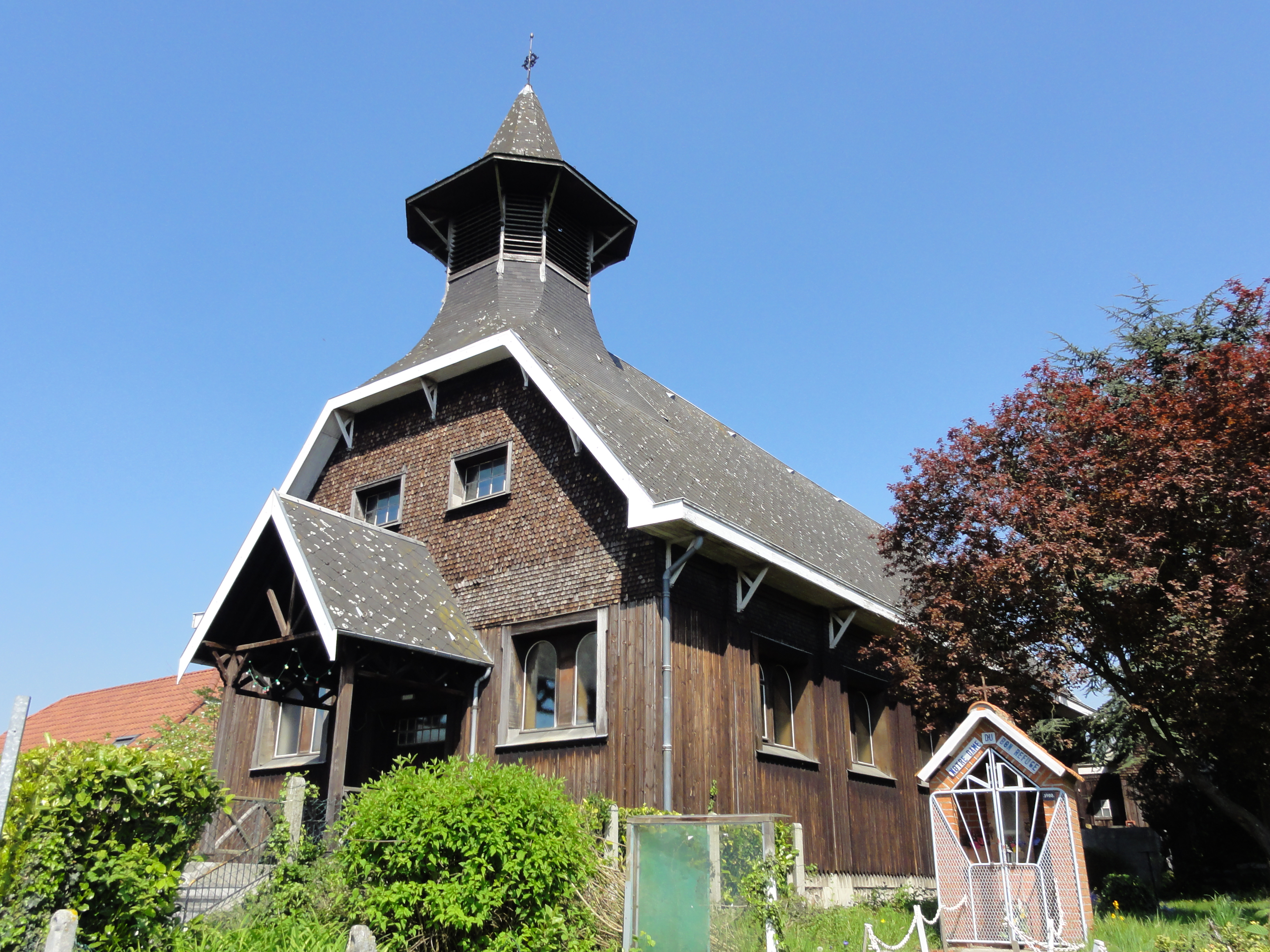
L'église Sainte-Cécile.

- Vestiges de l'Abbaye de Vicoigne à Vicoigne
- Église Sainte-Cécile de la cité du Pinson inscrite aux monuments historiques le  1er décembre 2009[45]
- Chevalement du puits no 2 de la fosse Sabatier de la Compagnie des mines d'Anzin inscrit aux monuments historiques le  18 mars 2010[46]
- Château inscrit aux monuments historiques le  31 mai 1946[47]

### Personnalités liées à la commune

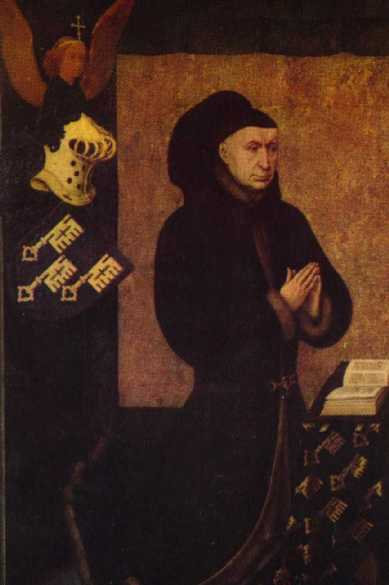
Nicolas Rolin.

- Nicolas Rolin (Autun, vers 1376 - 18 janvier 1462), seigneur d'Aymeries, de Raismes (1406-1457), de Rugny, 20e vidame de Châlons (1444-1462), figure politique de la Bourgogne et de la France du XVe siècle.
- Auguste Marie Raymond d'Arenberg (1753-1831)
- Général Dampierre fut mortellement blessé sur le territoire de Raismes le 8 mai 1793
- François Joseph Alexandre de La Fons, baron de Mélicocq (1802-1867), archiviste, archéologue et naturaliste.
- Gilbert Bostsarron industriel et résistant français fusillé
- Cécile Gallez (1936-2022), femme politique
- Michel Verret (1927-2017), philosophe et sociologue
- Jean Weichert Footballeur (1926-2003)

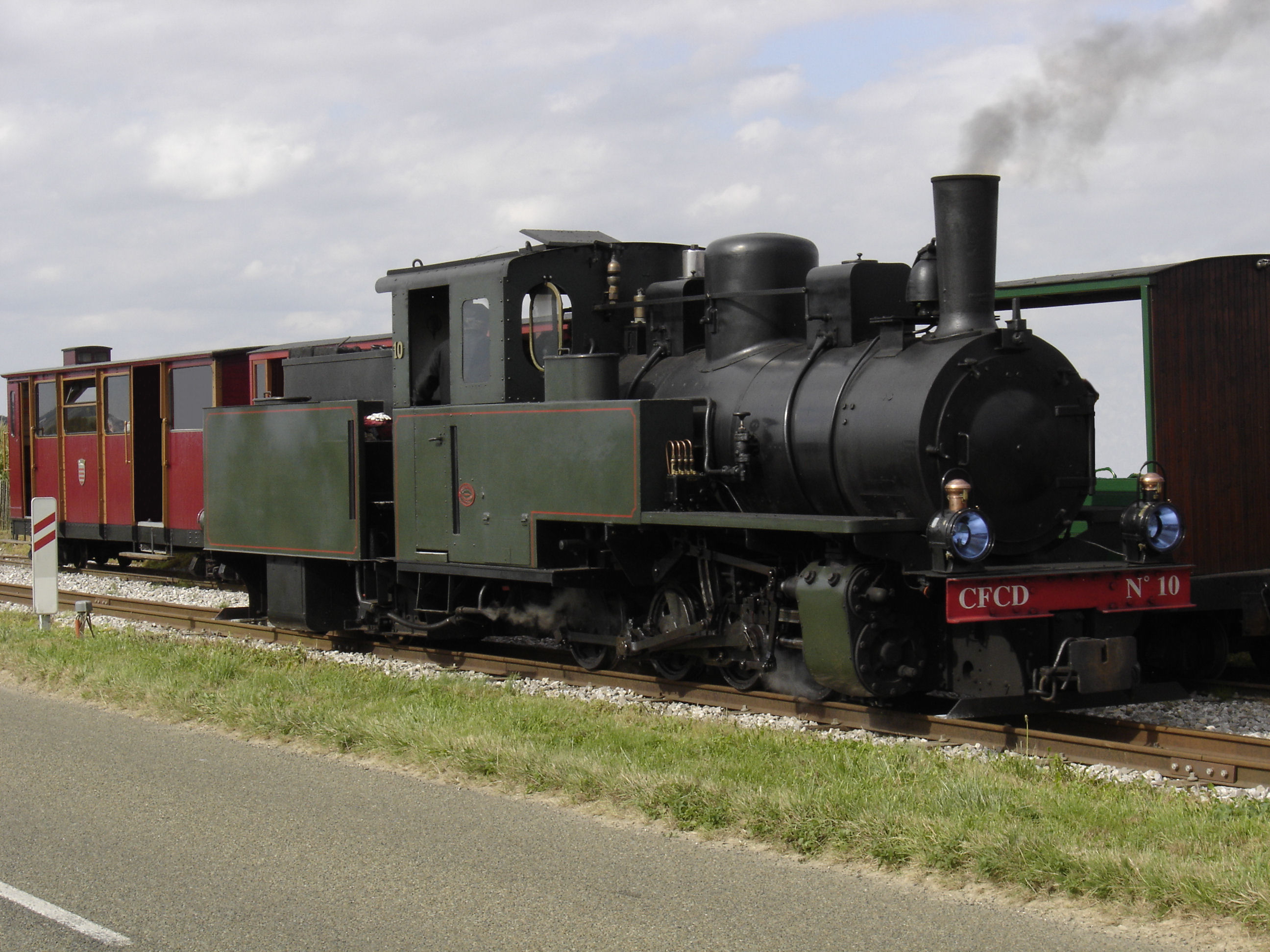
Locomotive type 040T KDL construite à Raismes par la Société Franco-Belge et préservée sur le Chemin de fer Froissy-Dompierre, dans la Somme

### Héraldique
|  | Les armes de Raismes se blasonnent ainsi : "D'azur à trois clefs d'or mises en pal, 2 et 1, les pannetons en haut et à dextre." |

## Pour approfondir